# 교시가
교시가(憍尸迦, 산스크리트어: Kauśika, Kuśika) 또는 교지가(憍支迦)는 6욕천 중 네 번째 하늘인 도리천(33천)의 왕인 제석천 즉 인다라(因陀羅, indra)의 다른 이름이다. 보다 정확히는 제석천의 성(姓, family name)이다. 《대지도론》제56권에 따르면 제석천은 옛날에 마가타국(摩伽陀國)의 바라문이었는데 성은 교시가(憍尸迦)였고 이름은 마가(摩伽)였다. 그가 대인(大人)인지라 예를 차려서 (마치, 김씨 성을 가진 사람을 '김 공'이라고 부르는 것처럼) 성(姓)으로 부르게 되었고 그리하여 불경에서는 교시가라 불리게 되었다.

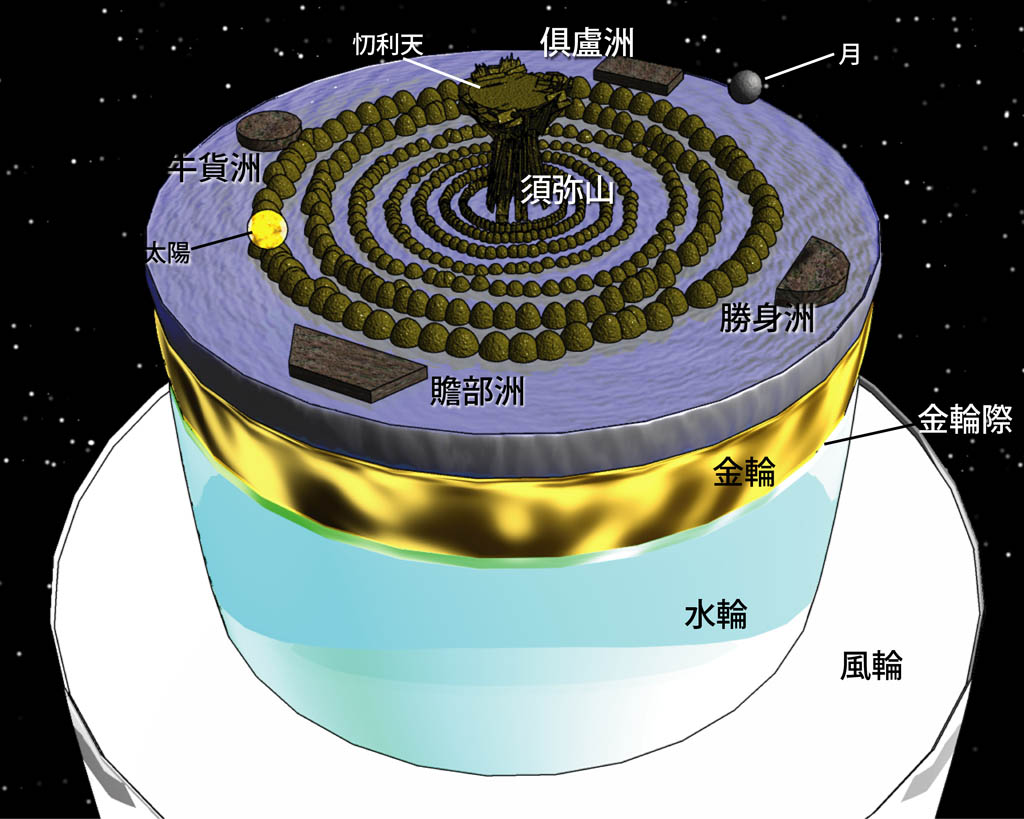
불교 우주론의 1수미세계(一須彌世界): 가운데에 수미산(須彌山)이 있고 수미산 꼭대기에 도리천(忉利天)이 있으며, 도리천의 왕이 제석천 즉 환인(桓因)이다. 허공 즉 공륜에 의지하여 풍륜이 있고, 풍륜 위에 수륜이 있고, 수륜 위에 금륜이 있으며, 금륜 위에 4대주(四大洲)와 9산8해(九山八海)가 있다. 수미산은 9산 가운데 하나이다.

## 제석천을 교시가라고 부르는 이유
《대지도론》제56권에서는 고타마 붓다가 제석천을 석제환인(釋提桓因)이라 부르지 않고 교시가(憍尸迦)라고 부르는 이유에 대해 다음과 같이 말하고 있다.

T25n1509_p0458a23║ 問曰： 先言「釋」是字，「提婆因」是天

T25n1509_p0458a24║ 主，今佛何以不言「釋」，乃命言「憍尸迦」？ 答曰：

T25n1509_p0458a25║ 昔摩伽陀國中，有婆羅門名摩伽，姓憍尸

T25n1509_p0458a26║ 迦，有福德大智慧，知友三十三人共修福

T25n1509_p0458a27║ 德，命終皆生須彌山頂第二天上，摩伽婆羅

T25n1509_p0458a28║ 門為天主，三十二人為輔臣，以此三十三

T25n1509_p0458a29║ 人故，名為三十三天。喚其本姓，故言憍尸

T25n1509_p0458b01║ 迦；或言天主，或言千眼等。大人喚之，故稱

T25n1509_p0458b02║ 其姓。
【문】먼저 석(釋)을 이름이라 하고 제환인(提桓因)은 바로 천주(天主)라는 뜻이라 하였거늘 지금 부처님은 무엇 때문에 석제환인이라 하지 않고 교시가(憍尸迦)라고 부르시는가?

【답】옛날 마가타국(摩伽陀國)에 마가(摩伽)라는 바라문이 있었다. 그의 성(姓)은 교시가였고 복덕과 큰 지혜가 있었는데 아는 벗 33인과 함께 복덕을 닦다가 목숨이 다한 뒤에는 모두가 수미산 꼭대기에 있는 제2의 천상에 태어났다. 그곳에서 마가 바라문은 천주가 되고 나머지 32인은 그를 보좌하는 신하가 되었다. 이 33인 때문에 삼십삼천(三十三天)이란 이름이 붙고 그의 본래 성을 부르면서 “교시가”라 하기도 하고 혹은 “천주”라 부르기도 하며 혹은 “천안(天眼)이라 하기도 했나니, 대인(大人)인지라 그를 부르면서 짐짓 그의 성을 부르시는 것이다.

 — 《대지도론》제56권. 한문본 & 한글본

## 교시가와 붓다의 문답
《아함경》과 《대지도론》에는 교시가와 고타마 붓다의 문답이 자주 나온다. 예를 들어 《대지도론》 제57권에는 성문4과와 관련된 다음과 같은 문답이 있다.

T25n1509_p0465a01║佛告釋提桓因：「憍尸迦！於汝意云

T25n1509_p0465a02║何？閻浮提中幾所人信佛不壞？信法、信僧不

T25n1509_p0465a03║壞？幾所人於佛無疑？於法、於僧無疑？幾所人

T25n1509_p0465a04║於佛決了？於法、於僧決了？」 釋提桓因白佛言：

T25n1509_p0465a05║「世尊！閻浮提人於佛、法、僧不壞信少，於佛、法、

T25n1509_p0465a06║僧無疑、決了亦少。」 「憍尸迦！於汝意云何？閻浮

T25n1509_p0465a07║提幾所人得三十七品、三解脫門、八解脫、九

T25n1509_p0465a08║次第定、四無礙智、六神通？閻浮提幾所人斷

T25n1509_p0465a09║三結故，得須陀洹道？幾所人斷三結，亦婬瞋

T25n1509_p0465a10║癡薄故，得斯陀含道？幾所人斷五下分結，

T25n1509_p0465a11║得阿那含道？幾所人斷五上分結，得阿羅漢？

T25n1509_p0465a12║閻浮提幾所人求辟支佛？幾所人發阿耨多

T25n1509_p0465a13║羅三藐三菩提心？」 釋提桓因白佛言：「世尊！閻

T25n1509_p0465a14║浮提中少所人得三十七品，乃至少所人發

T25n1509_p0465a15║阿耨多羅三藐三菩提心。」 佛告釋提桓因：「如

T25n1509_p0465a16║是！如是！憍尸迦！少所人信佛不壞、信法不壞、

T25n1509_p0465a17║信僧不壞，少所人於佛無疑、於法無疑、於僧

T25n1509_p0465a18║無疑，少所人於佛決了、於法決了、於僧決了；

T25n1509_p0465a19║憍尸迦！亦少所人得三十七品、三解脫門、八

T25n1509_p0465a20║解脫、九次第定、四無礙智、六神通。憍尸迦！亦

T25n1509_p0465a21║少所人斷三結得須陀洹、斷三結亦婬瞋癡

T25n1509_p0465a22║薄得斯陀含、斷五下分結得阿那含、斷五上

T25n1509_p0465a23║分結得阿羅漢，少所人求辟支佛；於是中亦

T25n1509_p0465a24║少所人發阿耨多羅三藐三菩提心、於發心

T25n1509_p0465a25║中亦少所人行菩薩道。何以故？是眾生前世

T25n1509_p0465a26║不見佛、不聞法、不供養比丘僧，不布施、不持

T25n1509_p0465a27║戒、不忍辱、不精進、不禪定、無智慧，不聞內空、

T25n1509_p0465a28║外空乃至無法有法空，亦不聞不修四念處

T25n1509_p0465a29║乃至十八不共法，亦不聞不修諸三昧門、諸

T25n1509_p0465b01║陀羅尼門，亦不聞不修一切智、一切種智。憍

T25n1509_p0465b02║尸迦！以是因緣故，當知少所眾生信佛

T25n1509_p0465b03║不壞、信法不壞、信僧不壞；乃至少所眾生求

T25n1509_p0465b04║辟支佛道；於是中少所眾生發阿耨多羅

T25n1509_p0465b05║三藐三菩提心，於發心中少所眾生行菩薩

T25n1509_p0465b06║道，於是中亦少所眾生得阿耨多羅三藐三

T25n1509_p0465b07║菩提。
부처님께서 석제환인에게 말씀하셨다.

“교시가야, 그대는 어떻게 생각하느냐? 염부제 안에서 몇 사람이나 부처님[佛]을 믿고 무너뜨리지 않고 가르침[法]을 믿고 무너뜨리지 않으며, 승가[僧]를 믿고 무너뜨리지 않더냐? 몇 사람이나 부처님에 대하여 의심함이 없고 가르침에 대하여 의심함이 없으며 승가에 대하여 의심함이 없더냐? 몇 사람이나 부처님에 대하여 확실히 알고 가르침에 대하여 확실히 알며 승가에 대하여 확실히 알더냐?”

석제환인이 부처님께 말씀드렸다.

“세존이시여, 염부제 사람은 부처님과 가르침과 승가를 무너뜨리지 않으나 믿음이 적으며, 부처님과 가르침과 승가에 대하여 의심이 없으나 확실히 아는 일도 또한 적습니다.”
“교시가야, 그대는 어떻게 생각하느냐? 염부제에서 몇 사람이나 37품(品)과 3해탈문(解脫門)과 8해탈(解脫)과 9차제정(次第定)과 4무애지(無礙智)와 6신통(神通)을 얻더냐?

염부제에서 몇 사람이나 3결(結)을 끊어 수다원(須陀洹)의 도(道)를 얻고, 몇 사람이나 3결을 끊어 음욕과 성냄과 어리석음이 얇아진 결과로 사다함(斯陀含)의 도를 얻으며, 몇 사람이나 5하분결(下分結)을 끊어 아나함(阿那含)의 도를 얻고, 몇 사람이나 5상분결(上分結)을 끊어 아라한(阿羅漢)이 되더냐?

염부제에서 몇 사람이나 벽지불을 구하고 몇 사람이나 아뇩다라삼먁삼보리의 마음을 내더냐?”

석제환인이 부처님께 말씀드렸다.

“세존이시여, 염부제 안에서는 얼마 되지 않는 사람만이 37품을 얻으며, 얼마 되지 않는 사람만이 아뇩다라삼먁삼보리의 마음을 일으킵니다.”
”

부처님께서 석제환인에게 말씀하셨다.

“참으로 그러하느니라. 교시가야, 얼마 되지 않는 사람만이 부처님을 믿고 무너뜨리지 않으며, 가르침을 믿고 무너뜨리지 않으며, 승가를 믿고 무너뜨리지 않느니라. 얼마 되지 않는 사람만이 부처님에 대하여 의심함이 없고 가르침에 대하여 의심함이 없으며, 승가에 대하여 의심함이 없느니라. 얼마 되지 않는 사람만이 부처님에 대하여 확실히 알고 가르침에 대하여 확실히 알며 승가에 대하여 확실히 아느니라.

교시가야, 또한 얼마 되지 않는 사람들만이 37품과 3해탈문과 8해탈과 9차제정과 4무애지와 6신통을 얻느니라.

교시가야, 또한 얼마 되지 않는 사람들만이 3결을 끊으면서 수다원이 되고, 3결을 끊고 또한 음욕에 성냄과 어리석음이 얇아져서 사다함이 되며, 5하분결을 끊어 아나함이 되고, 5상분결을 끊어 아라한이 되느니라.

많지 않은 사람들만이 벽지불을 구하고 그 가운데에서도 더 적은 사람들만이 아뇩다라삼먁삼보리의 마음을 내며, 그 마음을 내는 이 가운데에서도 더 적은 사람들만이 보살의 도를 행하느니라. 왜냐하면 이 중생들은 전생에 부처님을 뵙지 못하고 가르침을 듣지 못했으며 비구승에게 공양하지 못했기 때문이니라.

또한 보시하지 않고 계율을 지니지 않았으며, 인욕하지 않고 정진하지 않았으며, 선정을 닦지 않고 지혜가 없었기 때문이니라. 내공ㆍ외공에서 무법유법공까지를 듣지 않고, 또한 4념처에서 18불공법까지를 듣지도 않고 닦지도 않았으며, 또한 모든 삼매문과 모든 다라니문을 듣지도 않고 닦지도 않았으며, 또한 일체지와 일체종지를 듣지도 않고 닦지도 않았기 때문이니라.

교시가야, 이런 인연 때문에 얼마 되지 않는 중생들만이 부처님을 믿고 무너뜨리지 않으며, 가르침을 믿고 무너뜨리지 않으며, 승가를 믿고 무너뜨리지 않으며, 얼마 되지 않는 중생들만이 벽지불의 도를 구하고, 그 가운데에서도 더 적은 중생들만이 아뇩다라삼먁삼보리의 마음을 내며, 그들 가운데에서도 더 적은 중생들이 보살의 도를 행하고, 그 가운데에서도 더 적은 사람들만이 아뇩다라삼먁삼보리를 얻는다고 알아야 하느니라.

 — 《대지도론》제57권. 한문본 & 한글본

## 같이 보기
- 불교 우주론
- 도리천
- 6욕천